# 稲荷社 (さいたま市桜区五関)
稲荷社（いなりしゃ）は、埼玉県さいたま市桜区の神社。

## 歴史
創建年代は不明である。ただ1827年（文政10年）に神祇管領長上吉田家より「正一位稲荷大明神」の神璽が授与されていることから、その頃までには既に存在していたものと推測される。同市同区の東福寺が別当寺であった。
1873年（明治6年）、近代社格制度に基づく「村社」に列せられ、1932年（昭和7年）に「熊野稲荷合社」を合祀した。中にあった「熊野大権現」と「稲荷大明神」の神牌は当社本殿に納められた。

## 交通アクセス
- 路線バス大久保支所停留所より徒歩1分。